# Franz Vranitzky
Franz Vranitzky (* 4. října 1937 Vídeň) je rakouský bankéř a sociálně-demokratický politik. Nejprve byl ministrem financí v Sinowatzově vládě (1984–1986) a od roku 1986 do roku 1997 kancléřem (v pěti vládách). Stal se tak po Brunovi Kreiském druhým nejdéle sloužícím kancléřem Rakouska. Významně se zasadil o členství Rakouska v Evropské unii. V roce 1991 byl prvním rakouským kancléřem, který veřejně odmítl do té doby oficiálně proklamovanou tezi, že Rakousko bylo pouhou první obětí hitlerovského Německa, a přiznal též spoluúčast Rakouska na zločinech za druhé světové války. Za jeho vlád velké koalice SPÖ a ÖVP se vytvářel systém označovaný jako „proporční demokracie“ (německy Proporzdemokratie).
Dne 28. října 2014 mu český prezident Miloš Zeman udělil Řád Bílého lva civilní skupiny I. třídy.

## Rakouský kancléř
Franz Vranitzky se rakouským kancléřem stal v červnu 1986 po odstoupení Freda Sinowatze a vedl koaliční vládu SPÖ a FPÖ. V FPÖ však právě vrcholil konflikt mezi tehdejším spolkovým předsedou strany a vicekancléřem Norbertem Stegerem a korutanským předsedou Jörgem Haiderem, který vyústil v září roku 1986 ve zvolení Haidera novým spolkovým předsedou strany – získal 57,7 % hlasů. Haider změnil do té doby převládající sociálně-liberální politiku strany směrem k nacionalismu, populismu a odmítání integrace Rakouska do Evropských společenství (ES). To znamenalo konec tehdejší vládní koalice. Následovaly předčasné parlamentní volby na konci roku 1986. Ty přinesly Haiderově straně 9,7% hlasů a 18 křesel v parlamentu – dvojnásobný počet oproti roku 1983. To donutilo SPÖ a ÖVP k vytvoření velké koalice, což postupně vedlo k nastolení tzv. proporční demokracie (politici dvou velkých vládnoucích stran ovládli všechny důležité funkce ve státě). Vlády této velké koalice byly u moci od roku 1987 až do roku 2000.
V roce 1988 stanul Franz Vranitzky i v čele SPÖ a zásadně ovlivnil proevropské směřování strany, které bylo podpořeno i veřejným míněním. Téma vstupu do ES se tehdy stalo součástí rakouského vnitropolitického a mezistranického boje. ÖVP a SPÖ se přely o pozici nejvíce proevropské strany v zemi, zatímco FPÖ se ucházela o voličské hlasy těch, kteří byli z různých důvodů proti rakouskému členství v ES. Přitom až do nástupu Jörga Haidera na post šéfa strany byla FPÖ jedinou stranou, která jednoznačně prosazovala úplné začlenění Rakouska do Evropských společenství. Vranitzkého vláda předložila v červenci 1989 žádost o členství v EU. Po ukončení negociací v březnu 1994 uspořádala rakouská vláda 12. června 1994 všeobecné referendum o vstupu do EU a pro vstup se vyslovilo 66,58 % zúčastněných voličů.
Ve volbách v říjnu 1994 značně posílily opoziční strany (především Haiderova FPÖ, své mandáty rozšířili zelení a průnik do parlamentu se podařil liberálům – poprvé od druhé světové války tak v Národní radě zasedlo pět politických stran), naopak obě vládní strany zaznamenaly úbytek voličů. Pro sociální demokraty to byl nejhorší výsledek od roku 1945 (34,9 %), který neodvrátila ani populatita kancléře Franze Vranitzkého, ani ekonomické výsledky rakouského sociálního státu.
V říjnu 1995 došlo ke koaliční roztržce a vyhlášení předčasných parlamentních voleb, které se konaly 17. prosince 1995 a SPÖ v nich dosáhla překvapivého úspěchu. Prezident Klestil proto pověřil sestavením vlády opět Franze Vranitzkého. V noci ze 7. na 8. března 1996 Vranitzkého sociální demokraté a lidovci vicekancléře a ministra zahraničí Wolfganga Schüssela po dvouměsíčním jednání uzavřeli koaliční dohodu. Jejím klíčovým bodem byla úsporná opatření, která měla vést ke konsolidaci státního rozpočtu – nezbytné ke splnění maastrichtských kritérií pro fungování evropské měnové unie (znamenalo to dostat rozpočtový schodek pod 3 %, přičemž v roce 1995 činil 5,5 %, tedy 100 miliard šilinků). Pro každý rezort byly nahlášeny značné úspory.
Vranitzky odstoupil v roce 1997 – po deseti letech svého šéfování velké koalici sociálních demokratů a lidovců. Jeho nástupcem se stal dosavadní ministr financí Viktor Klima.
Vranitzkého poměrně překvapivá demise uprostřed volebního období přišla v okamžiku, kdy proběhla privatizace banky Creditanstalt, při níž opět propukla větší koaliční krize, a kterou pro sebe rozhodli ministr financí Viktor Klima a s ním i sociální demokraté – tím, že odsouhlasili nákup Creditanstaltu ústavem Bank Austria.